# Onitis anthracinus
Onitis anthracinus är en skalbaggsart som beskrevs av Felsche 1907. Onitis anthracinus ingår i släktet Onitis och familjen bladhorningar. Inga underarter finns listade i Catalogue of Life.